# Casa de John Tyler Morgan
La Casa de John Tyler Morgan es una residencia histórica de estilo neogriego ubicada en Selma, Alabama, Estados Unidos. 

## Historia
Fue construido por Thomas R. Wetmore en 1859 y vendido a John Tyler Morgan en 1865. Morgan era abogado y ex general confederado. A partir de 1876, fue elegido senador demócrata por Alabama por seis mandatos. Usó esta casa como su residencia principal durante muchos de esos años.
El edificio albergó a la Academia John T. Morgan desde su incorporación en junio de 1965 hasta que se completó un nuevo campus en 1967. La casa fue agregada al Registro Nacional de Lugares Históricos el 27 de septiembre de 1972, debido a su importancia histórica. Actualmente alberga las oficinas administrativas de Old Cahawba de la Comisión Histórica de Alabama.